# Le Loup et les Bergers
Le Loup et les Bergers est la cinquième fable du livre X de Jean de La Fontaine situé dans le second recueil des Fables de La Fontaine, édité pour la première fois en 1678.
La Fontaine critique dans cette fable l'hypocrisie de l'homme face aux loups qui tue seulement pour survivre.  

## Texte de la fable
Un Loup rempli d’humanité

(S’il en est de tels dans le monde)

Fit un jour sur sa cruauté,

Quoiqu’il ne l’exerçât que par nécessité,

Une réflexion profonde.

Je suis haï, dit-il, et de qui ? De chacun.

Le Loup est l’ennemi commun :

Chiens, Chasseurs, Villageois s’assemblent pour sa perte :

Jupiter est là-haut étourdi de leurs cris :

C’est par là que de Loups l’Angleterre est déserte :

On y mit notre tête à prix.

Il n’est hobereau qui ne fasse

Contre nous tels bans publier :

Il n’est marmot osant crier

Que du Loup aussitôt sa mère ne menace.

Le tout pour un Âne rogneux,

Pour un Mouton pourri, pour quelque Chien hargneux

Dont j’aurai passé mon envie.

Et bien ne mangeons plus de chose ayant eu vie :

Paissons l’herbe, broutons, mourons de faim plutôt :

Est-ce une chose si cruelle ?

Vaut-il mieux s’attirer la haine universelle ?

Disant ces mots il vit des Bergers pour leur rôt

Mangeants un agneau cuit en broche.

Oh, oh, dit-il, je me reproche

Le sang de cette gent ; Voila ses Gardiens

S’en repaissants, eux et leurs chiens ;

Et moi, Loup, j’en ferai scrupule ?

Non, par tous les Dieux non ; Je serais ridicule.

Thibaut l’agnelet passera,

Sans qu’à la broche je le mette ;

Et non seulement lui, mais la mère qu’il tette,

Et le père qui l’engendra.

Ce Loup avait raison : Est-il dit qu’on nous voie

Faire festin de toute proie,

Manger les animaux, et nous les réduirons

Aux mets de l’âge d’or autant que nous pourrons ?

Ils n’auront ni croc ni marmite ?

Bergers, bergers, le loup n’a tort

Que quand il n’est pas le plus fort :

Voulez-vous qu’il vive en ermite ?
— Jean de La Fontaine, Fables de La Fontaine, Le Loup et les Bergers, texte établi par Jean-Pierre Collinet, Fables, contes et nouvelles, Gallimard, « Bibliothèque de la Pléiade », 1991, p. 402